# Bohdan Maruszewski
Bohdan Jarosław Maruszewski (ur. 19 sierpnia 1953) – polski kardiochirurg dziecięcy, profesor nauk medycznych, społecznik, współtwórca i były prezes fundacji Wielka Orkiestra Świątecznej Pomocy.

## Życiorys
Absolwent medycyny na Akademii Medycznej w Warszawie (1979), doktoryzował się w 1987. Stopień doktora habilitowanego uzyskał w 1996 W Centrum Zdrowia Dziecka na podstawie rozprawy zatytułowanej Ocena wyników korekcji chirurgicznej poszerzenia pierścienia płucnego u dzieci ze skrajną postacią tetralogii Fallota. W 2004 otrzymał tytuł naukowy profesora. Specjalizował się w zakresie chirurgii dziecięcej i kardiochirurgii. Zawodowo związany z Centrum Zdrowia Dziecka, gdzie obejmował stanowiska profesora zwyczajnego i kierownika Kliniki Kardiochirurgii. Został również prezesem Klubu Kardiochirurgów Polskich.
W 1993 był jednym z fundatorów Wielkiej Orkiestry Świątecznej Pomocy. W utworzonej fundacji został wiceprezesem, później zaś był prezesem WOŚP.

## Odznaczenia i wyróżnienia
- Krzyż Kawalerski Orderu Odrodzenia Polski (2020)[6]
- Doktor honoris causa Akademii Pedagogiki Specjalnej im. Marii Grzegorzewskiej w Warszawie (2019)[7]
- Złoty Krzyż Zasługi (2012)[8]
- Srebrny Krzyż Zasługi (2002)[9]
- Order Uśmiechu (2012)[10]